# Romelanda distrikt
Romelanda distrikt är ett distrikt i Kungälvs kommun och Västra Götalands län. 
Distriktet ligger nordost om Kungälv. 

## Tidigare administrativ tillhörighet
Distriktet inrättades 2016 och utgörs av socknen Romelanda i Kungälvs kommun.
Området motsvarar den omfattning Romelanda församling hade vid årsskiftet 1999/2000.